# Vegetarismo in India

Marchio vegetariano: Etichettatura obbligatoria in India per distinguere i prodotti vegetariani (sinistra) da quelli che non lo sono (destra).

In base al sondaggio del 2006 Hindu-CNN-IBN State of the Nation Survey, il 31% degli indiani è vegetariano. Si nota che, nelle varie comunità, il vegetarianismo è più comune tra i gianisti e i brahmani con un'incidenza del 55%, mentre è meno frequente tra i musulmani (3%) e tra i residenti degli stati costieri. Altri sondaggi condotti dalla FAO e dall'USDA stimano un'incidenza tra il 20% e il 42% di vegetariani nella popolazione indiana. Inoltre, questi sondaggi indicano che anche gli indiani che mangiano la carne, la mangiano molto di rado, infatti meno del 30% di loro la mangia regolarmente, sebbene le ragioni siano principalmente culturali e solo parzialmente economiche.
In India, il vegetarianismo è spesso sinonimo di latto-vegetarianismo. Molti ristoranti distinguono chiaramente tra l'essere "non-vegetariano", "vegetariano" o "esclusivamente vegetariano". Comunque nei ristoranti sono solitamente disponibili molte opzioni per i vegetariani (Shakahari: mangiatori di piante, in sanscrito). Ingredienti di origine animale (diversi dal latte e dal miele), come ad esempio lo strutto, gelatina e il brodo di carne non sono utilizzati nella cucina tradizionale.